# Ron Matthews
Pour les articles homonymes, voir Matthews.
Ron Matthews fut le premier batteur du groupe de Heavy metal traditionnel britannique Iron Maiden.
Il a connu l'époque de l'instabilité de la composition du groupe, auquel il a participé pendant deux ans et demi (1975 - 1977).
Matthews a été exclu du groupe par le leader Steve Harris (comme les deux guitaristes), sur l'insistance de Dennis Wilcock. Remplacé par Thunderstick, il a joué pour Torme/Mcoy dans les années 80.